# Valenka
Valenka é uma personagem do 21º filme da franquia de James Bond, Casino Royale (2006), namorada e capanga do vilão Le Chiffre. No cinema ela é interpretada pela atriz Ivana Milicevic.

## Características
Valenka é a companhia itinerante de Le Chiffre e o acompanha por todos os lugares, envolvida romanticamente com ele. Ela aparece no filme pela primeira vez nadando no mar perto do iate do vilão quando eles estão na Bahamas. Depois o acompanha ao Casino Royale, quando ele tenta recuperar uma fortuna perdida de seus clientes na mesa de jogo e é ameaçada por Steven Obanno, um dos clientes prejudicados por Le Chiffre, de ter o braço amputado por uma machete caso o namorado não devolva o dinheiro do líder africano.
Mais tarde, ela tenta envenenar James Bond com um veneno letal colocado numa taça de bebida servida a 007, que quase mata o espião, salvo por Vesper Lynd com a ajuda de um aparelho de ressuscitamento. Ela termina assassinada por Mr. White, o enviado da Quantum, junto com Le Chiffre e vários de seus capangas.